# Marjan Bačko
Marjan Bačko, slovenski gledališki igralec, * 15. december 1929, Ljubljana, † 13. avgust 2024.
Po končanem študiju na ljubljanski Akademiji za gledališče, radio, film in televizijo je bil 1951 angažiran v Drami SNG Maribor in bil tam leta 1986 imenovan za upravnika gledališča. Zadnji dve leti kariere, do upokojitve leta 1994, je deloval v Slovenskem ljudskem gledališču Celje.
Kot igralec je ustvarjal ostro izrisane, prodorne like (Pravdač v Kreftovih Celjskih grofih; naslovna vloga v Levstik-Kreftovem Tugomerju; Klavdij v Shakespearovem Hamletu; Kreon v Smoletovi Antigoni; Danton v Büchnerjevi Dantonovi smrti) in drugih predstavah. Leta 1970 je prejel nagrado za igro na Borštnikovem srečanju v Mariboru za vlogo v Büchnerjevi Dantonovi smrti.